# Пеатр Ґанчев
Пеатр Ґанчев (болг. Петър Ганчев; нар. 8 січня 1874, Тирново — пом. 1950, Лозанна) — болгарський офіцер, генерал-майор. Очільник болгарської військової делегації на Мирових переговорах з урядом УНР в Бересті (1918).

## Біографія
Народився 8 січня 1874 в Тирново. У 1893 закінчив Військову школу в Софії. У період з 1899 по 1902 навчався в Миколаївській Академії Генерального штабу. Почав працювати в лейбгвардійському ескадроні, а пізніше став його командиром. Також був начальником штабу армії. У період 1904–1910 — військовий аташе в Белграді. 30 травня 1914 був призначений командиром першого кавалерійського полку. Деякий час був начальником штабу Першої піхотної дивізії в Софії. З 1 серпня 1915 був призначений командиром військового підрозділу німецького імператора. Він брав участь у підписанні Брест-литовського мирного договору як представник Болгарії. З 1917 по 1918 був флігель-ад'ютантом короля Фердинанда I. У 1919 вийшов у запас.

## Військові звання
- Лейтенант (2 серпня 1896)
- Капітан (12 вересня 1902)
- Майор (15 жовтня 1908)
- Підполковник (15 жовтня 1912)
- Полковник (15 жовтня 1915)
- Генерал-майор (30 травня 1918)

## Нагороди
- Військовий орден «За хоробрість» III ступеня, 1 класу (1919)
- Орден «За військові заслуги» II ступеня з військовими нагородами (1919)